# Dermontti Dawson
Dermontti Farra Dawson (Lexington, Kentucky, 17 de junio de 1965), más conocido como Dermontti Dawson, es un exjugador profesional estadounidense de fútbol americano que se desempeñó en la posición de center en la National Football League (NFL). Es miembro del Salón de la Fama del Fútbol Americano Profesional.

## Carrera
Dawson jugó como profesional trece temporadas en Pittsburgh Steelers (1988-2000), equipo en el que se retiró.

## Reconocimiento
El 4 de agosto de 2012, ingresó como miembro al Salón de la Fama del Fútbol Americano Profesional.